# Park Shin-hye
Park Shin-hye (en hangul, 박신혜; Gwangju, 18 de febrero de 1990) es una actriz, cantante y modelo surcoreana que es conocida como la "Pequeña Hermana de la Nación" por su belleza, talento y carisma. Goza de gran popularidad a nivel mundial por sus papeles en series de televisión producidas en su país de origen como Escalera al cielo (2003), You're Beautiful (2009) y The Heirs (2013). Igualmente, protagonizó las películas #Alive (2020), El teléfono (2020) y El mito de Sísifo (2021), esta última de Netflix.
Park Shin-Hye es una de las actrices asiáticas más populares de la actualidad, catalogada en Korea como una de sus "Princesas de Hallyu". Fue descubierta después de aparecer en el vídeo musical del cantante Lee Seung Hwan llamado "Flower", después de lo cual recibió formación formal en canto, baile y actuación. Hizo su debut como actriz adolescente en el drama televisivo de 2003 Escalera al cielo e instantáneamente ganó fama al interpretar la versión más joven de la actriz principal. Desde entonces, ha protagonizado muchos dramas populares. Shin Hye también ha mostrado su talento en los vídeos musicales de muchos artistas y ha participado en algunas bandas sonoras de dramas de televisión. A través de los años ha llegado a ser una de las estrellas favoritas de los medios de comunicación.

## Biografía
Park Shin Hye nació el 18 de febrero de 1990, en Gwangju, Corea del Sur.  Su hermano mayor es el guitarrista, compositor y músico surcoreano Park Shin-won (박신원).
Estudió en el Hak-Kang Elementary School en Gwangju, así como teatro y cine en la Universidad Chung-Ang.
Es muy buena amiga de la actriz Lee Sung-kyung y del cantautor Lee Hong-gi.

## Vida personal
Desde finales de 2017 comenzó a salir con el actor y modelo Choi Tae-joon El 23 de noviembre de 2021 se anunció que la pareja se había comprometido y que estaban esperando su primer bebé, un niño. El 22 de enero de 2022 se casaron en una iglesia de Gangdong-gu, en Seúl. Su matrimonio fue considerado un evento lujoso, emotivo, y lleno de detalles majestuosos, al que asistieron alrededor de 200 personas, entre ellos muchos artistas y fue catalogado por la prensa y los fans como "la boda del año" de Corea del Sur.
El 31 de mayo de 2022 nació su hijo.
En febrero de 2024, se revela que el nombre de su hijo es Choi Joo-won. Durante una sesión en vivo de la estrella de la boy band surcoreana EXO, Chanyeol, el cantante accidentalmente reveló el nombre del hijo de Shin-Hye y Choi Tae-Joon. Este último acababa de unirse a la sesión, por lo que su amigo lo saluda y felicita por el primer hijo de ambos, dando así a conocer que el nombre es 'Joo-won'.

## Carrera
Es miembro de la agencia SALT Entertainment.
Audicionó para el papel principal en el video musical «Got Flower», en la compañía de música del cantante de pop Lee Seung Hwan. Shin Hye pasó la audición, se unió a la compañía, y comenzó a entrenar allí como cantante.
La fama le llegó cuando interpretó la versión joven del personaje Han Jung-Suh en el popular drama coreano Escalera al Cielo. Lanzó un sencillo digital, "Prayer", una canción que cantó en el drama de la cadena SBS, El Árbol del Cielo, protagonizado por ella en compañía de su ex coestrella de Stairway to Heaven, Lee Wan. Sin embargo, el tema no fue lanzado en la banda sonora oficial. Debido a su actuación en esta serie, obtuvo gran credibilidad en la actuación, desde ese entonces ha hecho muchos anuncios (CF) y ha modelado para una serie de empresas asiáticas.
Shin Hye hizo su debut en la pantalla grande en la película Evil Twin, una película de "Summer horror" donde tuvo dos papeles: uno como el personaje principal y el otro como el fantasma de la hermana de la protagonista, quien persigue a la otra hermana después de su muerte.
Park Shin Hye ganó más popularidad a través de su papel protagónico en You're Beautiful con Jang Keun Suk. Otro de sus dramas, Heartstrings, comenzó a transmitirse el 29 de junio del 2011 y Jung Yong Hwa, su coestrella en You're Beautiful, interpretó el papel principal masculino.
El 31 de octubre de 2012, se anunció que protagonizaría la tercera entrega de la serie de proyectos de TVN, "Oh! Boy", llamada Bella Solitaria, junto con el actor Yoon Shi Yoon, la serie contó con 16 capítulos, inició su transmisión en Corea de sur, el 7 de enero de 2013 y finalizó el 26 de febrero del mismo. Ese mismo año, protagonizó el famoso drama The Heirs junto a Lee Min Ho por la cadena SBS, transmitiendo su episodio final el 12 de diciembre de 2013, obteniendo una audiencia muy alta tanto en Corea como en el extranjero.
En 2014, protagonizó el drama Pinocho, iniciado el 12 de noviembre, con el papel de Choi In Ha, quien padece el síndrome de Pinocho, enfermedad que le impide mentir ya que cada vez que lo hace sufre un ataque de hipo, junto al actor Lee Jong Suk.
En 2016, protagonizó el drama Doctores, emitido del 19 de junio al 22 de agosto, con el papel de Yoo Hye Jung, en compañía del actor Kim Rae Won como Hong Ji Hong, quien fue su profesor en la secundaria y quien la conduce por el camino de la neurocirugía. Pasados los años siendo una médica Yoo Hye Jung trabaja en una residencia de neurocirugía en un importante hospital en donde se vuelve a reencontrar con su profesor de secundaria Hong Ji Hong quien regresa del extranjero siendo un importante neurocirujano, el reencuentro entre estos dos personajes trae junto con ellos sentimientos del pasado desarrollándose entre ellos un cuadro amoroso.
A principios de octubre de 2018 se anunció que se había unido al elenco de la película thriller Call, donde dará vida a Seo Yeon, una mujer del futuro con una voluntad fuerte que está dispuesta a ayudar a Young Sook (Jeon Jong-seo), una mujer del pasado que está dispuesta a tomar decisiones peligrosas con tal de salvar el futuro. La película se estrenó en 2020.
También participó en el doblaje de SoulWorker Online, interpretando a Iris Yuma desde su implantación a la versión coreana del juego.
El 24 de julio de 2020 apareció como parte del elenco principal de la película #Alive, donde dio vida a Yoo Bin, una sobreviviente que desarrolla sus propias técnicas de supervivencia a través de situaciones difíciles.
El 17 de febrero de 2021 se unió al elenco principal de la serie Sisyphus: The Myth, donde interpretó a Kang Seo-hae, una mujer del futuro que viaja al pasado para proteger al hombre que ama y salvar al mundo de la destrucción, hasta el final de la serie el 8 de abril del mismo año.
El 8 de diciembre de 2023 celebró sus veinte años de carrera en una reunión con sus seguidores llamada Memory of Angel, que tuvo lugar en el Ilji Art Hall de Seúl. Durante la misma repasó su filmografía desde Escalera al cielo y cantó temas de las bandas sonoras de las producciones en las que había tomado parte. También anunció la inminente emisión de su próxima serie, Urgencias existenciales, programada para el 27 de enero de 2024.

## Filmografía

### Películas
| Año  | Título                           | Hangul             | Papel             | Notas        | Ref.                 |
| ---- | -------------------------------- | ------------------ | ----------------- | ------------ | -------------------- |
| 2005 | If Wait for the Next Train Again | 첫차를 기다리며    |                   |              |                      |
| 2006 | Love Phobia                      | 도마뱀             | Byeon-ja          |              | [ 33 ]               |
| 2007 | Evil Twin                        | 전설의 고향        | So-yeon / Hyo-jin |              | [ 34 ]               |
| 2010 | Cyrano Agency                    | 시라노; 연애조작단 | Min-yeong         |              | [ 35 ]               |
| 2010 | Green Days: Dinosaur and I       | 소중한 날의 꿈     | Oh Yi-rang (voz)  |              | [ 36 ]               |
| 2012 | Waiting for Jang Joon-hwan       | 장준환을 기다리며  | Shin-hye          | cortometraje | [ 37 ]               |
| 2013 | Milagro en la celda 7            | 7번방의 선물       | Ye-seung (adulta) |              | [ 38 ] [ 39 ]        |
| 2013 | One Perfect Day                  | 사랑의 가위바위보  | Eun-hee           | cortometraje | [ 40 ]               |
| 2014 | The Royal Tailor                 | 상의원             | reina             |              | [ 41 ]               |
| 2015 | The Beauty Inside                | 뷰티 인사이드      | Woo-jin           | cameo        | [ 42 ] [ 43 ]        |
| 2016 | Hyung                            | 형                 | Lee Soo-hyun      |              | [ 44 ] [ 45 ]        |
| 2017 | Heart Blackened                  | 침묵               | Choi Hee-jung     |              | [ 46 ]               |
| 2020 | #Alive                           | #살아있다          | Kim Yoo-bin       |              | [ 47 ]               |
| 2020 | The Call                         | 콜                 | Kim Seo-yeon      |              | [ 48 ] [ 49 ] [ 50 ] |

### Series de televisión
| Año     | Título                               | Título original                   | Papel                               | Canal      | Notas             | Ref.                 |
| ------- | ------------------------------------ | --------------------------------- | ----------------------------------- | ---------- | ----------------- | -------------------- |
| 2003    | Escalera al cielo                    | 천국의 계단                       | Han Jung-seo (joven)                | SBS        |                   | [ 10 ]               |
| 2004    | Nonstop 4                            | 논스톱 4                          | Shin-hye                            | MBC        | cameo, ep. 73     |                      |
| 2004    | If Wait for the Next Train Again     | 첫차를 기다리며 드라마            | Ran-ui (joven)                      | KBS2       | drama special     | [ 51 ]               |
| 2004    | Not Alone                            | 혼자가 아니야                     | Ahn Shin-hye                        | SBS        |                   | [ 52 ]               |
| 2004    | Very Merry Christmas                 | 베리 메리 크리스마스              | Si-eun                              | MBC        | drama special     | [ 53 ]               |
| 2005    | The New Dad is Twenty-Nine           | 새아빠는 스물아홉                 | Song Dae-in                         | KBS2       | drama special     | [ 54 ]               |
| 2005    | Cute or Crazy                        | 귀엽거나 미치거나                 | Park Shin-hye                       | SBS        |                   | [ 55 ]               |
| 2005    | One Fine Day                         |                                   | Hee-kyung                           | MBC        | drama special     | [ 56 ]               |
| 2005    | Daddy Long Legs                      |                                   | Seo-kyung                           | KBS2       | drama special     | [ 57 ]               |
| 2006    | Seoul 1945                           | 서울 1945                         | Choi Geum-hee                       | KBS2       | invitada, ep. 2–4 | [ 58 ]               |
| 2006    | Tree of Heaven                       | 천국의 나무/天国の樹              | Hana                                | SBS        |                   | [ 59 ]               |
| 2006    | Rainbow Romance                      | 레인보우 로망스                   | Shin-hye                            | MBC        | cameo, ep. 117    | [ 60 ]               |
| 2007    | Prince Hours                         | 궁S                               | Shin Sae-ryung                      | MBC        |                   | [ 61 ]               |
| 2007    | Several Questions That Make Us Happy | 우리를 행복하게 하는 몇 가지 질문 | Hyun-ji                             | KBS2       | parte Family      | [ 62 ]               |
| 2007    | Kimcheed Radish Cubes                | 깍두기                            | Jang Sa-ya                          | MBC        |                   | [ 63 ]               |
| 2008    | Bicheonmu                            | 비천무                            | A Li Shui (Arisu)                   | SBS        |                   | [ 64 ]               |
| 2009    | You're Beautiful                     | 미남이시네요                      | Ko Mi-nam / Ko Mi-nyeo              | SBS        |                   | [ 65 ] [ 66 ]        |
| 2010    | My Girlfriend Is a Nine-Tailed Fox   | 내 여자친구는 구미호              | Ko Mi-nyeo                          | SBS        | cameo, ep. 6      | [ 67 ]               |
| 2010    | High Kick Through the Roof           | 지붕뚫고 하이킥!                  | Futura Hae-ri                       | MBC        | cameo, ep. 119    | [ 68 ]               |
| 2011    | Heartstrings                         | 넌 내게 반했어                    | Lee Kyu-won                         | MBC        |                   | [ 69 ]               |
| 2011    | Hayate the Combat Butler             | 旋風管家                          | Xiao Zhi / Sanqianyuan Zhi          | FTV        | serie taiwanesa   | [ 70 ]               |
| 2012    | Don't Worry, I'm a Ghost             | 걱정마세요 귀신입니다             | Yeon-hwa                            | KBS2       | drama special     | [ 71 ] [ 72 ] [ 73 ] |
| 2012    | The King of Dramas                   | 드라마의 제왕                     | protagonista de Graceful Revenge    | SBS        | cameo, ep. 1      | [ 74 ] [ 75 ]        |
| 2013    | Bella solitaria                      | 이웃집 꽃미남                     | Ko Dok-mi                           | tvN        |                   | [ 76 ] [ 77 ]        |
| 2013    | Fabulous Boys                        | 原來是美男                        | Ko Mi-nyeo                          | FTV / GTV  | cameo, ep. 1      | [ 78 ] [ 79 ]        |
| 2013    | The Heirs                            | 상속자들                          | Cha Eun-sang                        | SBS        |                   | [ 80 ] [ 81 ]        |
| 2014-15 | Pinocchio                            | 피노키오                          | Choi In-ha                          | SBS        |                   | [ 82 ] [ 83 ]        |
| 2016    | Entertainer                          | 딴따라                            | asistente del manager Park          | SBS        | cameo, ep. 3      | [ 84 ]               |
| 2016    | Gogh, The Starry Night               | 고호의 별이 빛나는 밤에           | cajera de la tienda de conveniencia | Sohu / SBS | cameo, ep. 8      | [ 85 ]               |
| 2016    | Doctors                              | 닥터스                            | Dra. Yoo Hye-jung                   | SBS        |                   | [ 86 ] [ 87 ]        |
| 2017    | Temperature of Love                  | 사랑의 온도                       | Yoo Hye-jung                        | SBS        | cameo, ep. 21     | [ 88 ]               |
| 2018-19 | Recuerdos de la Alhambra             | 알함브라 궁전의 추억              | Jung Hee-joo / Emma                 | tvN        |                   | [ 89 ]               |
| 2021    | Sisyphus: The Myth                   | 시지프스                          | Kang Seo-hae                        | JTBC       |                   | [ 90 ] [ 91 ] [ 92 ] |
| 2024    | Urgencias existenciales              | 닥터 슬럼프                       | Nam Ha-neul                         | JTBC       |                   | [ 93 ]               |
| 2024    | La jueza del infierno                | 지옥에서 온 판사                  | Kang Bit-na                         | SBS        |                   | [ 94 ] [ 95 ]        |

### Programas de televisión
- Knowing Bros (2020) - invitada (Ep. #220)[96]
- Night Goblin (2017) - llamada telefónica (Ep. 6).
- 2 Days & 1 Night (2014).[97]

### Presentadora
- Humanimal (documental)[98]

### Vídeos musicales
- Do You Love? de Lee Seung Hwan (2001).
- Flower de Lee Seung Hwan (2003).
- I Ask Myself de Lee Seung Hwan (2004).
- Fake Love Song de Fortune Cookie (2004).
- Letter de Kim Jong Kook (2006).
- Saechimtteki de 45RPM (2008).
- Call Me de Taegoon (2009).
- Super Star de Taegoon (2009).
- Alone in Love de Lee Seung Gi (2012).
- Aren’t We Friends de Lee Seung Gi (2012).
- Eraser de	So Ji-sub (2013).
- My Dear de ella misma (2014).[99]
- You Are So Beautiful de Lotte Dutty Free (2014).[100]
- Insensible de Lee Hong Ki (2015).[101]

### Revistas / sesiones fotográficas
| Año  | Título              | Notas                                         |
| ---- | ------------------- | --------------------------------------------- |
| 2021 | Elle Korea Magazine | junto a Jo Seung-woo - (publicación de marzo) |

## Discografía

### Canciones
- Love Rain, para la banda sonora de Tree of Heaven (2006).
- Jingle Ha-Day, junto a Lee Seung Hwan (2007).
- Lovely Day, para la banda sonora de You're Beautiful (2009).
- Without a Word, para la banda sonora de You're Beautiful (2009).
- It Was You, junto a Lee Min Jung, para la banda sonora de Cyrano Agency (2010).
- The Day We Fall In Love, para la banda sonora de Heartstrings (2011).
- I Will Forget You, nueva versión de la original de CNBLUE. para la banda sonora de Heartstrings (2011).
- I Think of You junto a Yoon Gun, para la banda sonora de Music and Lyrics (2012).
- Memories, para la banda sonora de Don’t Worry, I’m a Ghost (2012).[103]
- Pitch Black para la banda sonora de Bella solitaria (2013).
- Story para la banda sonora de The Heirs (2013).
- Breakup For You, Not Yet For Me para el álbum remake de Standing Egg (2013).
- Arm Pillow (2014).[104]
- My Dear, junto a Yong Jun Hyung (2014).[105]
- Love Is Like Snow, para la banda sonora de Pinocchio (2014).[106]
- Dreaming a Dream, para la banda sonora de Pinocchio (2015).[107]
- Perfect, junto a Salt N Paper (2015).[108]

## Premios y nominaciones
| Año  | Premio                                               | Categoría                                           | Papel                    | Resultado | Ref.    |
| ---- | ---------------------------------------------------- | --------------------------------------------------- | ------------------------ | --------- | ------- |
| 2003 | 11th SBS Drama Awards                                | Mejor actriz infantil                               | Stairway to Heaven       | Ganadora  | [ 109 ] |
| 2007 | 27th MBC Drama Awards                                | Mejor actriz revelación                             | Kimcheed Radish Cubes    | Ganadora  | [ 110 ] |
| 2007 | 7th MBC Entertainment Awards                         | Mejor debutante en espectáculo de variedades        | Fantastic Partner        | Ganadora  | [ 111 ] |
| 2008 | 44th Baeksang Arts Awards                            | Mejor actriz revelación (TV)                        | Kimcheed Radish Cubes    | Nominada  |         |
| 2009 | 17th SBS Drama Awards                                | Nueva estrella                                      | You're Beautiful         | Ganadora  | [ 112 ] |
| 2009 | 17th SBS Drama Awards                                | Premio a la excelencia, actriz en un drama especial | You're Beautiful         | Nominada  |         |
| 2010 | 8th Korean Film Awards                               | Mejor actriz de reparto                             | Cyrano Agency            | Nominada  |         |
| 2011 | 47th Baeksang Arts Awards                            | Actriz más popular (cine)                           | Cyrano Agency            | Ganadora  | [ 113 ] |
| 2011 | 1st LETV Movies & Drama Awards                       | Estrella asiática popular                           | —                        | Ganadora  | [ 114 ] |
| 2012 | 48th Baeksang Arts Awards                            | Actriz más popular (cine)                           | Heartstrings             | Ganadora  | [ 115 ] |
| 2012 | KBS Drama Awards                                     | Mejor actriz de drama especial corto                | Don't Worry, I'm a Ghost | Ganadora  | [ 116 ] |
| 2013 | 49th Baeksang Arts Awards                            | Actriz más popular (cine)                           | Milagro en la celda 7    | Ganadora  | [ 117 ] |
| 2013 | 49th Baeksang Arts Awards                            | Mejor actriz de reparto                             | Milagro en la celda 7    | Nominada  |         |
| 2013 | Festival Internacional de Cine Fantástico de Bucheon | Actriz más popular (premio Fantasía)                | Milagro en la celda 7    | Ganadora  | [ 118 ] |
| 2013 | 33th Korean Association of Film Critics Awards(KAFC) | Mejor actriz de reparto                             | Milagro en la celda 7    | Ganadora  |         |
| 2013 | 2nd APAN Star Awards                                 | Acting Award                                        | Bella solitaria          | Nominada  |         |
| 2013 | China 2013 Drama Awards                              | Actriz más popular                                  | The Heirs                | Ganadora  | [ 119 ] |
| 2013 | 21st SBS Drama Awards                                | Premio a la excelencia, actriz en un drama especial | The Heirs                | Ganadora  | [ 120 ] |
| 2013 | 21st SBS Drama Awards                                | Top 10 Stars                                        | The Heirs                | Ganadora  | [ 120 ] |
| 2013 | 21st SBS Drama Awards                                | Mejor pareja (con Lee Min-ho)                       | The Heirs                | Ganadores | [ 120 ] |
| 2014 | K-Star Magazine Awards                               | Premio a la Popularidad                             | The Heirs                | Ganadora  | [ 121 ] |
| 2014 | 3rd APAN Star Awards                                 | Premio a la excelencia, actriz en miniserie         | The Heirs                | Ganadora  | [ 122 ] |
| 2014 | 3rd Asia Rainbow TV Awards                           | Premio a la excelencia en China (actriz surcoreana) | The Heirs                | Ganadora  | [ 123 ] |
| 2014 | 50th Baeksang Arts Awards                            | Actriz más popular (TV)                             | The Heirs                | Ganadora  | [ 124 ] |
| 2014 | 9th Seoul International Drama Awards                 | Mejor actriz protagonista coreana                   | The Heirs                | Nominada  |         |
| 2014 | 9th Seoul International Drama Awards                 | People's Choice Actress                             | The Heirs                | Nominada  |         |
| 2014 | 16th Seoul International Youth Film Festival         | Mejor actriz joven                                  | The Heirs                | Nominada  |         |
| 2014 | 22st SBS Drama Awards                                | Premio a la excelencia, actriz en un drama especial | Pinocchio                | Ganadora  | [ 125 ] |
| 2014 | 22st SBS Drama Awards                                | Top 10 Stars                                        | Pinocchio                | Ganadora  | [ 126 ] |
| 2014 | 22st SBS Drama Awards                                | Mejor pareja (con Lee Jong-suk)                     | Pinocchio                | Ganadores | [ 127 ] |
| 2015 | 4th APAN Star Awards                                 | Premio a la excelencia, actriz en miniserie         | Pinocchio                | Nominada  | [ 128 ] |
| 2015 | 51th Baeksang Arts Awards                            | Mejor actriz (TV)                                   | Pinocchio                | Nominada  | [ 129 ] |
| 2015 | 51th Baeksang Arts Awards                            | Actriz más popular (cine)                           | The Royal Tailor         | Ganadora  | [ 130 ] |
| 2015 | 51th Baeksang Arts Awards                            | Estrella iQiyi                                      | —                        | Ganadora  | [ 130 ] |
| 2015 | 8th Korea Drama Awards                               | Premio a la excelencia, actriz                      | Pinocchio                | Nominada  | [ 131 ] |
| 2015 | 6th Korean Popular Culture & Arts Awards             | Premio del Primer Ministro                          | —                        | Ganadora  | [ 132 ] |
| 2016 | 5th APAN Star Awards                                 | Premio a la excelencia, actriz en miniserie         | Doctors                  | Nominada  | [ 133 ] |
| 2016 | 1st Asia Artist Awards                               | Mejor actriz                                        | Doctors                  | Ganadora  | [ 134 ] |
| 2016 | 9th Korea Drama Awards                               | Premio a la excelencia, actriz                      | Doctors                  | Nominada  | [ 135 ] |
| 2016 | 24th SBS Drama Awards                                | Gran premio (Daesang)                               | Doctors                  | Nominada  |         |
| 2016 | 24th SBS Drama Awards                                | Premio a la gran excelencia, actriz                 | Doctors                  | Ganadora  | [ 136 ] |
| 2016 | 24th SBS Drama Awards                                | Top 10 Stars                                        | Doctors                  | Ganadora  | [ 137 ] |
| 2016 | 1st tvN Awards                                       | Reina de la comedia romántica                       | Bella solitaria          | Nominada  |         |
| 2016 | 9th Busan International Advertising Festival         | Mejor embajadora coreana en China                   | —                        | Ganadora  | [ 138 ] |
| 2017 | 2nd Asia Artist Awards                               | Asia Icon                                           | —                        | Ganadora  | [ 139 ] |
| 2017 | 53th Baeksang Arts Awards                            | Mejor actriz (TV)                                   | Doctors                  | Nominada  | [ 140 ] |
| 2019 | 12th Korea Drama Awards                              | Premio a la excelencia, actriz                      | Recuerdos de la Alhambra | Nominada  | [ 141 ] |
| 2019 | Asia Philanthropy Awards                             | Celebridad filantrópica del año                     | —                        | Ganadora  | [ 142 ] |